# Xixuthrus lansbergei
Xixuthrus lansbergei es una especie de escarabajo longicornio del género Xixuthrus, categorizada en la tribu Macrotomini, de la subfamilia Prioninae. Fue descrita por Lameere en 1912.

## Descripción
Mide 60-85 mm de longitud.

## Distribución
Se distribuye por Papúa Nueva Guinea.